# Budaun
Budaun là một thành phố và là nơi đặt ban đô thị (municipal board) của quận Budaun thuộc bang Uttar Pradesh, Ấn Độ.

## Địa lý
Budaun có vị trí 28°03′B 79°07′Đ / 28,05°B 79,12°Đ Nó có độ cao trung bình là 169 mét (554 foot).

## Nhân khẩu
Theo điều tra dân số năm 2001 của Ấn Độ, Budaun có dân số 148.138 người. Phái nam chiếm 53% tổng số dân và phái nữ chiếm 47%. Budaun có tỷ lệ 56% biết đọc biết viết, thấp hơn tỷ lệ trung bình toàn quốc là 59,5%: tỷ lệ cho phái nam là 60%, và tỷ lệ cho phái nữ là 52%. Tại Budaun, 14% dân số nhỏ hơn 6 tuổi.